# Territorios indígenas
Las tierras habitadas por pueblos indígenas reciben diferentes tratamientos en todo el mundo. Muchos países tienen legislación, definiciones, nomenclatura, objetivos, etc. específicos para dichas tierras. Para proteger los derechos territoriales indígenas, a veces se crean reglas especiales para proteger las áreas en las que viven. En otros casos, los gobiernos establecen "reservas" con la intención de segregación. Algunos pueblos indígenas viven en lugares donde su derecho a la tierra no está reconocido o no está protegido de manera efectiva.
Según el artículo 13 del Convenio 169 de la Organización Internacional del Trabajo, el territorio indígena incluye "la totalidad del hábitat de las regiones que los pueblos interesados ocupan o utilizan de alguna otra manera". Así, por ejemplo, la legislación colombiana define como territorios indígenas las áreas poseídas en forma regular y permanente por un pueblo indígena y aquellas que, aunque no se encuentren poseídas en esa forma, constituyen el ámbito tradicional de sus actividades sociales, económicas y culturales.
Además del Convenio 169 de la OIT, diversos instrumentos de derecho internacional reconocen y regulan los derechos territoriales de los pueblos indígenas: la Declaración de las Naciones Unidas sobre los derechos de los pueblos indígenas; la Convención Internacional sobre la Eliminación de todas las Formas de Discriminación Racial; el Pacto Internacional de Derechos Civiles y Políticos y la Convención Americana sobre Derechos Humanos. Dentro de este marco, diferentes legislaciones nacionales tienen normas concretas sobre los territorios indígenas, que en algunos casos tienen un carácter constitucional, como es el caso actualmente en varios países de América Latina.

## Áreas demarcadas de los pueblos indígenas

### Argentina
Posesión y propiedad comunitarias de las tierras de argentina

### Australia
- Indigenous Protected Areas

### Bolivia
- Tierras comunitarias de origen
- Territorios indígenas originario campesinos

### Brasil
- Terras indígenas

### Canadá
- Indian reserves, o Fist Nations reserves

### Costa Rica
- Territorios indígenas de Costa Rica

### Colombia
- Territorios indígenas de Colombia
  - Resguardo indígena

### Ecuador
- Tierra de pueblos y nacionalidades indígenas
- Zona intangible a favor de pueblos indígenas en aislamiento voluntario

### Estados Unidos
- Indian reservations

### Guyana
- Territorio indígena
- Zona de derecho colectivo para comunidades locales

### Panamá
- Comarcas indígenas

### Perú
- Reservas comunales
- Reserva territorial para pueblos indígenas en aislamiento

### Venezuela
- Tierras con títulos colectivos